# Aclytia superbior
Aclytia superbior är en fjärilsart som beskrevs av Embrik Strand. Aclytia superbior ingår i släktet Aclytia och familjen björnspinnare. Inga underarter finns listade i Catalogue of Life.